# Šurice
Šurice (in ungherese Sőreg) è un comune della Slovacchia facente parte del distretto di Lučenec, nella regione di Banská Bystrica.